# Манхэттенская ночь
«Манхэттенская ночь» — криминальный детектив 2016 года, снятый по мотивам романа Колина Харрисона. В главных ролях снялись Эдриен Броуди и Ивонн Страховски.

## Сюжет
Портер Рен — журналист нью-йоркской газеты, охотник за сенсациями. Он женат, у него двое детей. К нему обращается Кэролайн Кроули с просьбой расследовать недавнее убийство её мужа Саймона Кроули — известного и скандального кинорежиссера. Тело Кроули было найдено в разрушенном доме и полиция не находит никаких зацепок — как и почему он мог там оказаться.
Кэролайн приглашает журналиста к себе, чтобы показать полицейские отчеты и, чтобы тот не смог отказаться, соблазняет его.
Хоббс, босс Рена, узнав о связи Портера с Кэролайн, дает ему задание — найти карту памяти с видеозаписью, которая, как он полагает, хранится у неё и содержит компрометирующую информацию. Журналист начинает искать запись в доме отца Саймона Кроули. У него появляется зацепка. Портер встречает некую миссис Сигал, в доме которой и находит видеозапись, на которой запечатлена связь Кэролайн с Хоббсом.
Портер возвращает карту памяти Хоббсу. Тот дает ему некий ключ, который выкраден по его приказу у Кэролайн. Как оказалось — он от дома, где было найдено тело Саймона. На месте преступления главный герой находит видеокамеру с записью, где Саймон выпытывает у Кэролайн известную ей тайну. Копию записи Рен возвращает Кэролайн, оставив себе оригинал, во избежание шантажа в будущем.

## В ролях
| Актёр            | Роль            |
| ---------------- | --------------- |
| Эдриен Броуди    | Портер Рен      |
| Ивонн Страховски | Кэролайн Кроули |
| Дженнифер Билз   | Лиза Рен        |
| Кэмпбелл Скотт   | Саймон Кроули   |
| Линда Лавин      | Норма           |
| Стивен Беркофф   | Хоббс           |
|                  |                 |

### Производство
Съемки фильма проходили в Нью-Йорке, США.

## Восприятие
Фильм получил преимущественно негативные отзывы. На сайте Rotten Tomatoes оценка картины составляет 33 % на основе 21 отзыв от критиков (средняя оценка 4,8/10) и 54 % от зрителей со средней оценкой 3,4/5 (620 голосов). Фильм получил «гнилой помидор» от кинокритиков и «рассыпанный попкорн» от зрителей, Internet Movie Database — 6,2/10 (8 726 голосов), Metacritic — 44/100 (14 отзывов критиков) и 4,8/10 от зрителей (15 голосов).